# Vrh, Velike Lašče
Vrh este o localitate din comuna Velike Lašče, Slovenia, cu o populație de 16 locuitori.